# Praktnatthäger
Praktnatthäger (Oroanassa magnifica) är en starkt hotad fågel i familjen hägrar.

## Utseende
Praktnatthäger är en 54–56 cm lång och som namnet avslöjar en praktfullt tecknad häger. Hanen har svartaktigt huvud och likfärgade nackplymer, ett vitt streck bakom ögat liksom vit strupe och vitt kindstreck. En svartaktig strimma syns nedför halssidan. Undersidan är brun med vitaktiga streck eller fjäll och orangebeige till rostbrun på bakre delen av halssidan.
Honan är mindre distinkt tecknad på huvud och hals. På ryggen syns vitaktiga streck och fläckar, framför allt på vingtäckarna, och kortare nackplymer. Ungfågeln liknar honan men är brunare och är kraftigare fläckad ovan.

## Utbredning och systematik
Fågeln förekommer mycket lokalt i södra och östra Kina samt i norra Vietnam. Arten placeras traditionellt i Gorsachius, men DNA-studier visar att denna liksom systearten vitryggig natthäger står närmare hägrarna i Egretta än övriga arter i släktet. De båda bryts därför allt oftare ut, till var sitt eget släkte, Oroanassa respektive Calherodius, eftersom de trots att de troligen är varandras närmaste släktingar utgör relativt gamla utvecklingslinjer.

## Levnadssätt
Praktnatthäger är dåligt känd. Den förekommer i subtropisk och tropisk skog, där den hittats nära strömmande vattendrag, vattendammar och risfält. Födan består av småfisk, räkor och ryggradslösa djur. Den verkar vara nästan uteslutande nattlevande. Arten häckar olikt andra häger inte i kolonier och lägger tre till fem ägg.

## Status och hot
Internationella naturvårdsunionen IUCN kategoriserar arten som starkt hotad eftersom den har ett mycket litet och fragmenterat utbredningsområde och en krympande population som minskar till följd av jakt och skogsavverkning. Data visar dock att utbredningsområdet vidgat sig. IUCN noterar att om det motsvarar en ökning även i beståndet kan arten nedgraderas till en lägre hotgrad i framtiden.